# Berjaya Air
Berjaya Air ist eine malaysische Regionalfluggesellschaft mit Sitz in Kuala Lumpur und Basis auf dem Flughafen Kuala Lumpur-Sultan Abdul Aziz Shah.

## Geschichte
Am 15. August 1989 wurde die Vorläuferfluggesellschaft Pacific Air Charter als Tochterunternehmen des Mischkonzerns Berjaya Group gegründet.

## Flugziele
Berjaya Air fliegt von Kuala Lumpur nationale Ziele sowie internationale (südostasiatische) Ziele an.

## Flotte
Mit Stand September 2023 besteht die Flotte der Berjaya Air aus zwei Flugzeugen mit einem Durchschnittsalter von 23, 9 Jahren:
| Flugzeugtyp | Anzahl | bestellt | Anmerkungen |
| ----------- | ------ | -------- | ----------- |
| ATR 42-500  | 1      |          |             |
| ATR 72-500  | 1      |          | inaktiv     |
| Gesamt      | 2      |          |             |

## Ehemalige Flugzeugtypen
- Bombardier CRJ200LR
- de Havilland Canada DHC-7-100